# José Maria Bello
José Maria Bello (* 18. Dezember 1880 oder 1885 in Barreiros, Pernambuco; † 25. August 1959) war ein brasilianischer Jurist, Politiker und Schriftsteller.
Bello studierte humanidades in Recife und zog nach Rio de Janeiro, wo er 1911 sein Studium an der Faculdade Livre de Direito abschloss. Er arbeitete als Redakteur bei der brasilianischen Abgeordnetenkammer, als Bibliotheksdirektor und wurde Literaturkritiker. Seine Schriften aus dieser Zeit veröffentlichte er zwischen 1917 und 1922 in Buchform. In den 1920er Jahren stieg er in die Politik ein, zunächst in seiner Heimatregion in Pernambuco, und von 1927 bis 1929 als Bundesabgeordneter für denselben Bundesstaat, in 1930 als Senator für Pernambuco. Die Revolution von 1930 unterbrach seine politische Karriere. In den 1930er Jahren entsteht sein historisches Hauptwerk. Nach dem Estado Novo (ab 1945) wurde er Beamter der Vereinten Nationen und lebte meist außerhalb Brasiliens.

## Schriften
- Estudos críticos. 1917
- Ensaios políticos e literários. Rui Barbosa e escritos diversos. 1918.
- À margem dos livros. 1922.
- Os exilados. Romance. 1927.
- A noção filosófica e social do direito. Breve ensaio de metodologia. 1933.
- Inteligência do Brasil. Síntese da evolução literária do Brasil. 1935.
- Panorama do Brasil. Ensaio de interpretação da vida brasileira. 1936.
- Imagens de ontem e de hoje. 1936.
- A questão social e a solução brasileira. 1936.
- História da República. 1940.
- Joaquim Nabuco, Rui Barbosa. Duas conferências. 1949.
- Retrato de Machado de Assis. 1952.
- História da República. 1954.
- Memórias. 1958.